# There's a Place
There's a Place è un brano dei Beatles, scritto dal duo compositivo Lennon-McCartney; è apparso in Europa sull'album Please Please Me ed in America come lato B di Twist and Shout e su LP solamente nel 1980 su Rarities.

## Il brano
Venne scritta da Lennon e McCartney nella casa di quest'ultimo. Probabilmente era ispirata al brano Somewhere della colonna sonora del film West Side Story; Paul aveva una copia del disco. Lennon l'ha invece ricordata come un brano ispirato al sound Motown.
Fu la prima canzone ad essere registrata l'11 febbraio 1963, giornata nella quale si registrò tutto l'album Please Please Me (eccetto Love Me Do, P.S. I Love You, Please Please Me e Ask Me Why, pubblicate precedentemente come singoli). Nella sessione mattutina, nella quale venne registrata anche I Saw Her Standing There, vennero registrati dieci nastri, con le voci, le chitarre, il basso e la batteria; nel pomeriggio venne sovraincisa, in tre nastri, l'armonica a bocca. McCartney ha la melodia vocale alta nel brano, mentre Lennon quella bassa.
Negli Stati Uniti è stato pubblicato come lato B di Twist and Shout; il singolo raggiunse la seconda posizione negli USA, la quinta in Australia ed in Canada, la decima in Germania, la nona nei Paesi Bassi e la settima in Finlandia. Il 6 aprile 1964, ovvero quando i Beatles avevano occupato, negli USA, tutte le posizioni della Top 5, il singolo era ancora al secondo posto

## Cover
Nel 1964 i Kestrels ne incisero una propria versione.

## Formazione
- Paul McCartney: voce, basso elettrico
- John Lennon: voce, chitarra ritmica, armonica a bocca
- George Harrison: cori, chitarra solista
- Ringo Starr: batteria[9]